# Walery Jaworski
Walery Jaworski (Florynka, 20 de març, 1849 – Cracòvia, 17 de juliol, 1924), fou uns dels pioners de la gastroenterologia a Polònia.
En 1899 descrigué un bacteri que vivia en l'estómac humà que anomenà "Vibrio rugula". Va especular que era responsable de les úlceres estomacals, càncer d'estómac i aquília. Fou un dels primers observador de l'Helicobacter pylori. Va publicar totes aquestes troballes en 1899 en un llibre titulat "Podręcznik chorób żołądka" ("Manual de les malalties gàstriques") però només estava disponible en polonès i passà desapercebut.